# Roland Gross
Roland „Rollie“ Gross (* 13. Januar 1909 in San Antonio, Texas; † 11. Februar 1989 in Los Angeles, Kalifornien) war ein US-amerikanischer Filmeditor.

## Leben
Gross begann seine Laufbahn in der Filmwirtschaft Hollywoods 1935 als Produktionsillustrator bei dem Fantasy-Abenteuerfilm She – Herrscherin einer versunkenen Welt (She), wechselte aber 1943 in die Tätigkeit als Filmeditor.
Bei der Oscarverleihung 1945 war Gross für den Oscar für den besten Schnitt nominiert, und zwar für das von Clifford Odets inszenierte romantische Filmdrama None But the Lonely Heart (1944) mit Cary Grant, Ethel Barrymore und Barry Fitzgerald in den Hauptrollen.
Gross, der Mitglied der 1950 gegründeten Berufsgilde der American Cinema Editors (A.C.E.) war, wirkte bis 1975 am Filmschnitt von 45 Filmen und Fernsehserien mit. 

## Filmografie (Auswahl)
- 1943: Flight for Freedom
- 1943: Tender Comrade
- 1943: The Sky’s the Limit
- 1944: None But the Lonely Heart
- 1946: Schwester Kenny (Sister Kenny)
- 1947: Trauer muss Elektra tragen (Mourning Becomes Electra)
- 1947: Die Frau am Strand (The Woman on the Beach)
- 1948: Die bronzene Göttin (The Velvet Touch)
- 1949: Ring frei für Stoker Thompson (The Set-Up)
- 1949: The Woman on Pier 13
- 1950: Endstation Mord (Gambling House)
- 1951: Das Ding aus einer anderen Welt (The Thing from Another World)
- 1952: On Dangerous Ground
- 1952: Androkles und der Löwe (Androcles and the Lion)
- 1955: Sheena – Königin des Dschungels (Sheena – Queen of the Jungle, Fernsehserie)
- 1955: Sindbads Sohn (Son of Sinbad)
- 1957: The Story of Mankind
- 1958: Durchbruch bei Morgenrot (The Deep Six)
- 1959–1964: Tausend Meilen Staub (Alternativtitel: Cowboys, Originaltitel: Rawhide, Fernsehserie)
- 1964–1965: Die Seaview – In geheimer Mission (Voyage to the Bottom of the Sea, Fernsehserie)
- 1971: Rauchende Colts (Gunsmoke)
- 1971: Sheriff Cade (Cade’s County)
- 1973: Ein Zug für zwei Halunken (Emperor of the North)